# Maria Dragoni

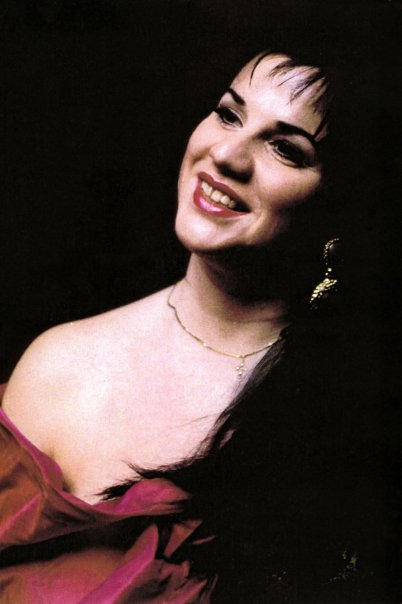
Maria Dragoni 2009

Maria Dragoni (* 22. Dezember 1958 in Procida) ist eine italienische Opernsängerin (Koloratursopran).

## Leben
Nach ihrem Studium am Konservatorium in Frosinone wurde Maria Dragoni 1977 Mitglied des RAI-Chores in Rom. Nach weiteren Studien bei Rodolfo Celletti and Gina Cigna gewann sie 1983 den Maria-Callas-Gesangswettbewerb in Rom. 1984 debütierte sie an der Oper in Jesi in der Titelrolle der Oper Il Pirata von Vincenzo Bellini. Anschließend begann eine internationale Karriere mit Auftritten in Neapel, Mailand, Turin, Venedig, Wiesbaden, Strasbourg, Montpellier, Nancy, Paris, Zürich und New York sowie bei den Festspielen in Macerata und in der Arena di Verona.
Maria Dragonis Repertoire besteht vor allem aus dramatischen Koloraturpartien der italienischen Opernliteratur, wie der „Paolina“ in Poliuto und der Titelfigur in „Anna Bolena“ von Gaetano Donizetti. Aber auch als „Aida“ in der gleichnamigen Oper von Giuseppe Verdi hatte sie Erfolg.

## Diskografie
CD-Aufnahmen
- Persiani: Ines de Castro (Bongiovanni)
- Verdi: Aida (Naxos)
- Berühmte Opernarien (Orfeo)
- In Concerto (Bongiovanni)

DVD-Aufnahmen
- Bellini: Norma (Kicco Classic)